# 콰르투추
콰르투추(사르데냐어: Cuartùcciu)는 이탈리아 사르데냐 주 칼리아리 광역시에 있는 코무네로, 칼리아리에서 북동쪽으로 약 8 킬로미터 (5 mi) 떨어져 있다.

## 역사
콰르투추 지역에 인간이 존재했음은 선사시대부터 증명되었다. 서로마 제국 멸망 몇십 년 전, 콰르투추는 섬의 나머지 지역과 마찬가지로 반달족에게 정복되었다. 중세에는 칼리아리 주디카토에 속했으며, 이후 피사와 곧이어 아라곤인에게 넘어갔다.
1983년 지역 주민 투표를 통해 분리되기 전까지 콰르투추는 칼리아리의 한 구역이었다. 이 십 년간 칼리아리에서 분리된 다른 세 코무네는 엘마스 (1989년)와 몬세라토 (1991년)였다.

## 주요 볼거리

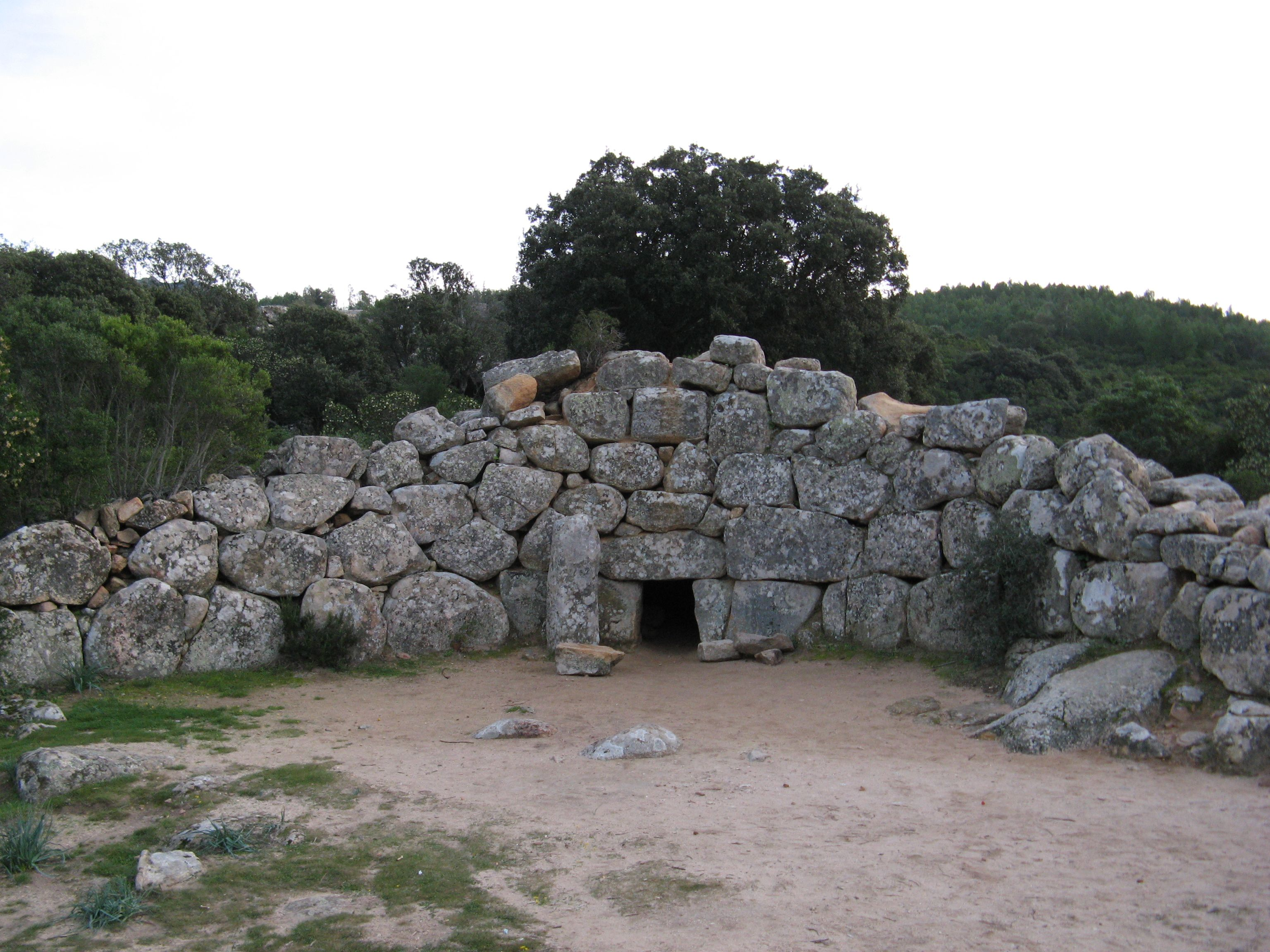
거인들의 무덤

콰르투추 영토에는 사르데냐에서 가장 큰 거인들의 무덤 중 하나인 기원전 15세기-12세기 것으로 추정되는 사 돔 에스 오르쿠가 있다.
또한 200개 이상의 무덤을 포함하는 필레 마타 고고학 공원에 페니키아-고대 로마 네크로폴리스가 있다. 이곳은 기원전 4세기부터 서기 5세기까지 빈번하게 사용되었다. 다른 볼거리로는 누라게 아루 (기원전 13세기-9세기)와 성 조르조 순교자 교회가 있다. 후자는 14세기에 아라곤인들이 기존의 피사 구조물 위에 지었으며, 16세기 제단화를 소장하고 있다.